# دووبراویتسه (ناحیه ستراکونیتسه)
دووبراویتسه (به چکی: Doubravice) یک منطقهٔ مسکونی در جمهوری چک است که در ناحیه ستراکونیتسه واقع شده‌است. دووبراویتسه ۵٫۲۴ کیلومتر مربع مساحت و ۲۵۸ نفر جمعیت دارد و ۵۳۱ متر بالاتر از سطح دریا واقع شده‌است.